# Короткевич Володимир Семенович
Володи́мир Семе́нович Коротке́вич (біл. Уладзімір Сямёнавіч Караткевіч, Uładzimir Siamionavič Karatkievič, * 26 листопада 1930, Орша, нині Вітебської області Білорусі — † 25 липня 1984, Мінськ) — білоруський письменник, поет, драматург, перекладач і громадський діяч, член Спілки письменників СРСР (від 1957 року); письменник вважається творцем білоруського історичного роману. В. С. Короткевич відомий також роботами в національному театрі, на телебаченні та у кіно.
Володимира Короткевича нагороджено низкою нагород і премій — Орден Дружби народів, Літературна премія СП БРСР імені Івана Мележа (1983), Державна премія БРСР ім. Якуба Коласа (1984, посмертно).
З Україною Короткевича пов'язує навчання в Київському університеті, перші кроки трудової кар'єри, надалі — звернення до української тематики в літературній діяльності, зв'язки з українськими колегами-літераторами.

## Біографія

### Дитинство і навчання
Володимир Семенович Короткевич народився 26 листопада 1930 року в місті Орша (Вітебська область, БРСР) у родині інтелігентів (батько — бухгалтер). Володимир був третім, найменшим сином у родині й мав старших брата (загинув у Другій світовій) та сестру.
Згідно зі спогадами самого Короткевича, літературний талант (дитячі вірші) у нього відкрився десь у шестирічному ріці, а загалом він виявляв різні таланти — і до малювання, і до музики. У 1938 році Володимир пішов до загальнооссвітної школи в Орші (нині № 3).
Війна (червень 1941) застала Короткевича в Москві, куди він після закінчення чергового навчального року школи поїхав до сестри, що там навчалася. Потому перебував у евакуації, спершу в Пермській області, опісля родина об'єдналася в Оренбурзі, де Володимир закінчив шостий клас.
1944 року (зі звільненням Орші) Володимир Короткевич повернувся до рідного міста, де здобув повну середню освіту. Від 1945 року був членом комсомолу.
У 1949—54 роках Короткевич навчався на філологічному факультеті (відділення російської філології) Київського університету, потому там же в аспірантурі. Дипломна робота, яку захистив В. С. Короткевич, мала назву «Казка. Легенда. Переказ». Молодий учений вивчав матеріали визвольного, антикріпосницького руху в Білорусі на початку 1860-х років, однак дисертації не написав.

### Зрілість: творча кар'єра
Після навчання, у 1954—56 роках, майбутній класик білоруської літератури працював вчителем російської мови та літератури у селі Лісовичі Таращанського району Київської області, потому в рідній Орші (1956—58 роки).
Саме наприкінці 1950-х років Володимир Короткевич твердо вирішив присвятити себе національній літературі (почав друкуватися в 1955 році). Водночас майбутній класик не лише не припинив історичні пошуки, а й неодноразово брав участь у археологічних розкопках. Закономірність вибору творчого (літературного) шляху сам Короткевич пояснював так:
|  | Книжки в бібліотеках і лопата зробили з мене того, ким я є: письменником, котрий прагне мислити історично (а це означає національно), котрий знає, що тільки історичною свідомістю людина і народ можуть усвідомити своє «сьогодні» й допомогти майбутньому, що відвернутися від історії, наплювати на неї — це наплювати на сьогодення. |

Від 1957 року Володимир Короткевич був членом Спілки письменників СРСР.
1960 року Короткевич закінчив Вищі літературні курси, 1962 року — Вищі сценарні курси (обидва у Москві).

### Визнання

Володимир Короткевич на кіностудії «Білорусьфільм», 1979 рік

Від 1962 року письменник жив у Мінську. Са́ме на цей період припадав розквіт талантів Короткевича — він створив найвідоміші історичні повісті й романи, активно співпрацював із театром, телебаченням і кіно (студія фільмів «Білорусьфільм»), перекладав, брав активну участь у літературному і громадському житті БРСР, спілкувався з радянськими, зокрема і українськими та закордонними колегами. Літературна діяльність письменника також пов'язана з рідною Оршою, де Володимир Короткевич зупинявся у сестри і де писав «Дике полювання короля Стаха» та з білоруським містечком Рогачовом, де він неодноразово гостював у будинку своїх родичів — тут зокрема, автор писав «Сиву легенду», починав створювати «Колосся під серпом твоїм». Щоб краще пізнати рідну Білорусь, Володимир Короткевич здійснював мандрівки батьківщиною, так у червні 1963 подорожував історичними білоруськими містами і містечками в компанії з відомими білоруськими літераторами Я. Брилем та В. Колесником.
Володимира Короткевича нагороджено орденом Дружби народів. Лауреат Літературної премії СП БРСР імені Івана Мележа (1983) за роман «Не можна забути» (біл. «Нельга забыць» / «Леоніди не повернуться до Землі» / біл. «Леаніды не вернуцца да Зямлі»), Державної премії БРСР ім. Якуба Коласа (1984, посмертно) за роман «Чорний замок Ольшанський» (біл. «Чорны замак Альшанскі»).
Водночас у цей же період Короткевич зазнав значної критики, саме за романи «Не можна забути» і «Леоніди не повернуться до Землі», що негативно позначилося на самому письменнику.
Письменник завжди мав сталу громадянську позицію — виступав на захист білоруської мови, культури, пам'яток архітектури та природи. У 1970-ті він був учасником наукових експедицій «Збирання пам'яток історії та культури Білорусі», організовуваних під егідою Інституту мистецтвознавства, етнографії і фольклору АН БРСР, вів на Білоруському телебаченні програму «Спадчына» (Спадщина).
Наприкінці 1970-х — на початку 1980-х років Володимир Короткевич тяжко хворів і передчасно помер 25 липня 1984 року.

## Творчість
Творчість Короткевича відзначається всеосяжністю інтересів і значною мірою заглиблення у предмет вивчення і дослідження, високим рівнем художніх узагальнень. Короткевичу притаманне поетичне світобачення (особливо в повістях та романах на історичні теми); автор акцентує на вічних, неперехідних істинах, високих моральних цінностях минулого; давні проблеми проектує в сьогодення.
Володимир Короткевич прийшов у літературу, розпочавши з поезії, — свої перші вірші він опублікував у 1951 році (оршанська районна газета «Ленінскі прызыў»). У 1955 році вірш «Машека» (біл. «Машэка») був вміщений у часописі «Полымя» («Полум'я»).
Потому вийшли друком поетичні збірки Короткевича — «Материнська душа» (біл. «Матчына душа», 1958), «Вечірні вітрила» (біл. «Вячэрнія ветразі», вірші і поема, 1960), «Моя Іліада» (біл. «Мая Іліяда», 1969), «Був. Є. Буду» (біл. «Быў. Ёсць. Буду.», вірші і поеми, 1986).
Короткевич відомий насамперед своєю історичною прозою. Він — автор збірок оповідань і повістей «Блакить і золото дня» (біл. «Блакіт і золата дня», 1961), «Чозенія» (біл. «Чазенія», 1970), «Око тайфуна» (біл. «Вока тайфуна», 1974), «З віків минулих» (біл. «З вякоў мінулых», 1978), романів «Колосся під серпом твоїм» (біл. «Каласы пад сярпом тваім», 1968), «Христос приземлився у Городні» (біл. «Хрыстос прызямліўся ў Гародні», 1972), «Не можна забути» (біл. «Нельга забыць»), «Леоніди не повернуться до Землі» (біл. «Леаніды не вернуцца да Зямлі», 1982), «Чорний замок Ольшанський» (біл. «Чорны замак Альшанскі»; ввійшли однойменний роман і повість «Зброя», 1983), повісті «У снігах дрімає весна» (біл. «У снягах драмае вясна», 1989). Для дітей видав «Казки» (біл. «Казкі», 1975) і нарис «Біловезька пуща» (біл. «Белавежская пушча», 1975).
Доробок Короткевича в драматургії — п'єси «Млин на Синіх Вирах» (біл. «Млын на Сініх Вірах», постановку здійснено на телебаченні у 1959 році), «Дзвони Вітебська» (біл. «Званы Віцебска», 1977, постановку здійснено в 1974 році), «Кастусь Калиновський» (біл. «Кастусь Каліноўскі», 1980, постановку здійснено у 1978 році), «Колиска чотирьох чарівниць» (біл. «Калыска чатырох чараўніц», опублікавано і поставлено в 1982 році), «Мати урагану» (біл. «Маці ўрагану», 1985, поставлено в 1988 році; однойменна художня стрічка — режисер Ю. Марухін, 1990). У 1988 році вийшла збірка п'єс «Старі білоруські хроники» (біл. «Старыя беларускія хронікі»).
Володимир Короткевич відомий екранізаціями своїх творів, до яких власне сам писав сценарії. Так, він написав сценарії короткометражних стрічок «Свідки вічності» (1964), «Пам'ять каміння» (1966), «Будь щасливою, річко» (1967), а також художніх фільмів — «Христос приземлився у Городні» (початкова назва «Життя і вознесіння Юрася Братчика», з В. Бичковим, 1967), «Червоний агат» (1973), «Дике полювання короля Стаха» (з В. Рубінчиком, 1979), «Чорний замок Ольшанський» (із Михайлом Пташуком, 1984).
На телебаченні і радіо за творами Короткевича поставлено низку вистав. За написаним ним лібрето здійснено постановку «Сива легенда» (біл. «Сівая легенда», композитор Д. Смольський, 1978) у Білоруському театрі опери та балету, а за його повістю «Дике полювання короля Стаха» — однойменна опера (композитор У. Солтан, 1989).
Короткевич виступав як публіцист і критик, зокрема, написав нарис «Земля під білими крилами» (біл. «Зямля пад белымі крыламі», 1977, перше видання — українською мовою, Київ, 1972), есе «Мсціслаў — Мстиславль» (1985), есе, статті про Ф.Скорину, Т. Шевченка, Лесю Українку, М. Огінського, Я. Купалу, М. Богдановича, М. Шолохова, Я. Бриля, В. Колесника, М. Лужаніна, Р. Барадуліна, В. Зуйонка, А. Навроцького, Я. Сіпакова.
Основними у бібліографії Короткевича (в оригіналі) є двотомних вибраних творів (1980) і зібрання творів у 8 томах (1987–1991), додатковий «дев'ятий» том письменника, куди увійшли твори, що раніше не публікувалися (1996).
Володимир Короткевич відомий і як перекладач. Так, він переклав білоруською драму М. Каріма «В ніч місячного затемнення» (постановку здійснено у 1972), повість Е. Гашпарової «Тяжко бути мустангом» (1981), окремі твори (поезії) Джорджа Байрона, Адама Міцкевича, Івана Франка, Яна Судрабкална, Б. Мацкявічуса тощо.

## Екранізації
Художні фільми:
- «Хрыстос прызямліўся ў Гародні» (1967);

Книжки Короткевича з сучасної білоруської серії «Бібліотека школяра»

- «Дзікае паляваньне караля Стаха» (1979);
- «Чорны замак Альшанскі» (1984);
- «Паром на бурнай рацэ» (1988);
- «Сівая легенда» (1991).

Документальні фільми:
- «Сьведкі вечнасьці» (1964);
- «Памяць» (1966);
- «Чырвоны агат» (1973).

## Вшанування

Пам'ятник Короткевичу у Вітебську

Твори В. Короткевича перекладено українською, англійською, болгарською, в'єтнамською, грузинською, естонською, іспанською, латиською, литовською, молдавською, монгольською, німецькою, польською, російською, словацькою, таджицькою, угорською, узбецькою, французькою, чуваською мовами.

Пам'ятник Короткевичу в Києві.

Про Короткевича створено документальну стрічку «Був. Є. Буду» («Быў. Ёсць. Буду», 1989), відеофільми «Спогад» («Успамін») і «Лицар і слуга Білорусі» («Рыцар і слуга Беларусі») (обидва — 1991).
У рідній для В. Короткевича Орші існує музей письменника, йому встановлено пам'ятники в міському парку Орші та у Вітебську, його іменем названо вулиці у цих та інших містах Білорусі. У столиці країни місті Мінську згідно з планом, затвердженим міністром культури Республіки Білорусь (у 2009—2012) Павлом Латушком, протягом 2010-11 років також мали спорудити пам'ятник Короткевичу. Меморіальні дошки письменникові встановлено в Орші на вулиці Короткевича й у Мінську на будинку, де він мешкав в останні роки життя. Матеріали про В. С. Короткевича є також у краєзнавчому музеї міста Рогачова (окрема кімната) та обласному літературному музеї (м. Вітебськ). Наприкінці листопада традиційно проводять «короткевичські читання» і заходи на вшанування літератора, приурочені до чергових дат його уродин. У Вітебську ці заходи від 2003 року завершуються церемонією вручення премії імені Володимира Короткевича (заснованої Вітебською облрадою тоді ж) — нею, зокрема, відзначають найкращих літераторів Вітебщини, а також осіб, організації чи установи, які пропагують життя і творчість відомого земляка.
14 квітня 2011 року пам'ятник Володимиру Короткевичу було встановлено в Києві на вулиці Михайла Коцюбинського, 5, перед будівлею Посольства Республіки Білорусь в Україні. Авторами стали білоруські митці — скульптори Костянтин Селіханов та Олег Варвашеня і архітектор Олександр Корбут..
У Києві рішенням міської ради від 23 березня 2023 року ім'я Володимира Короткевича надано вулиці в Печерському районі. Автором ініціативи щодо такого перейменування став український письменник і літературознавець В'ячеслав Левицький.

## Володимир Короткевич і Україна
Володимира Короткевича і Україну поєднує чимало — і навчання в університеті, і початок трудової кар'єри, саме з Києвом пов'язано формування Володимира Семеновича як особистості, і як майбутнього талановитого літератора, відтак Короткевича і «зелене місто на Дніпрових кручах» та його мешканців пов'язала міцна і щира любов та дружба.
З Києвом, зокрема навчанням у Київському університеті та його аспірантурі пов'язаний і не до кінця висвітлений факт з біографії білоруського класика, а саме участь у русі шістдесятників та у національних товариствах. Принаймні зберігаються свідчення, що в режимі тотального контролю і загальної підозри перших повоєнних десятиліть слідкували і за Короткевичем, після ретельних роз'яснювальних бесід замалим не виключили його з університету.
Володимир Короткевич присвятив Україні, зокрема Києву, багато творів: найголовніші — повість «Листя каштанів» і спогади «Сон про те, що було», писав (і перекладав окремі твори з української) і про діячів української культури — про Лесю Українку, Т. Шевченка, І. Франка, О. Білецького тощо.
У есе «Сон про те, що було» письменник робить спробу пояснити себе через Київ:
|  | А коли я в творах своїх хоч трохи урбаніст, то це тому, що серед багатьох міст, які я пізнав, Київ був одним з перших, будинки й площі якого ненав'язливо вчили мене цьому. І коли я пересічний, не зовсім справжній урбаніст, то й цьому причина — Київ. Бо він ще досить довго по війні був наче занурений на дно прозорого зеленого озера (спокій, хвилі й дерева співають стару ліричну пісню), бо він був насамперед не кам'яницями, не каруселлю машин (переходячи Хрещатик, можна було читати газету), не божевільним мерехтінням неону… |

У повісті «Листя каштанів» Короткевич описав Київ за рік до закінчення Німецько-радянської війни. Письменник зізнається у своїй любові до української столиці, говорить про споріднення і спільність доль з містом, мріє побувати в Києві ще не один раз:
|  | Київ мене не видав, не дав пережити після серпня місяці «терпень», «пухонь», «здихонь». Ми з ним у різні часи разом бідували й раділи, сміялись і плакали, недоїдали й читали вірші, співали й жартували так, що всі навколо реготали до повної знемоги. Він мені брат, бо ділився останнім шматком хліба і ніколи не давав мене скривдити в бійці. |

|  | Я знаю, коли мені стане тяжко і потягне мене до витоків, я піду не тільки в той куток, де я народився, не тільки в ті кутки, де народилися предки і де ступали їхні ноги, — я піду і в безвісний київський двір до свого лілового каштана і скажу йому: —Добридень, каштане. Я прийшов. |

І справді, вже будучи маститим класиком білоруської національної літератури, Володимир Короткевич не раз відвідував Київ, часто видавася у Києві (одне з його есе — «Земля під білими крилами», 1972, фактично «написане українською», адже нею побачило світ на 5 років раніше, ніж було надруковане білоруською), активно спілкувався з представниками київської і української інтелігенції. Так, особисті теплі взаємини (зустрічі і листування) пов'язували Володимира Короткевича і сучасних класиків української літератури Романа Іваничука та Івана Драча. Мали місце і співпраця, і творчий взаємовплив — так, за свідченням Романа Іваничука, його «Манускрипт з вулиці Руської» про діяльність вигаданого мандрівного філософа Павла Любимського став своєрідною естетичною «реакцією» на роман Короткевича «Христос приземлився в Городні».
Володимир Короткевич фактично належить до одного з найвідоміших українському читачеві білоруських письменників. Окремі повісті та романи Короткевича переклали українською К. Скрипченко, О. Лук'янчук, В. Сидоренко, М. Шудря, поезії — А. Косматенко, О. Лукашенко, М. Львович, С. Литвин, М. Рачук, В. Лучук, С. Зінчук, Т. Коломієць та інші.
Бібліографія В. С. Короткевича українською мовою:
- [Вірші] // Білоруська радянська поезія. Антологія. Київ, 1971, т. 2.
- Чозенія., Київ, 1972.
- Чорний замок Ольшанський. Дике полювання короля Стаха. Київ, 1984.
- Saxifraga // Вітчизна, 1986, № 9.
- [Вірші] // Сузір'я, 1987, вип. 26.
- Христос приземлився в Городні (Євангеліє від Іуди). Київ, 1988.
- Тракт невмирущості // Вітчизна, 1988, № 7.
- Твори. Київ, 1991, тт. 1-2.
- Човен розпачу // Дзвін, 1991, № 1.

## Приклад поезії
Нижче наведено один за найвідоміших віршів В. О. Короткевича «Був. Є. Буду.» в оригіналі і в перекладі українською мовою І. В. Туржанського:
| білоруський оригінал | український переклад |
| --- | --- |
| Быў. Ёсць. Буду. Быў. Ёсць. Буду. Таму, што заўжды, як пракляты, Жыву бяздоннай трывогай, Таму, што сэрца маё распята За ўсе мільярды двухногіх. За ўсіх, хто ўздымае цяжкія разоры, Хто ў гарачым пекле металу, За ўсіх, хто змагаецца з небам і морам, За жывых, і за тых, што сканалі. За ўсіх, хто крывёю піша Ў нязгодзе З рабства подлай дарогай, Хто за Край Свой Родны, за ўсе Народы Паўстане нават на Бога. За ўсіх, хто курчыцца ў полымі вёсак, Хто ратуе краіну ад краху, За ўсіх, хто бясстрашна глядзіць у нябёсы З барыкады, З пушчы І з плахі. Хто са смерцю гаворыць з вока на вока, З яе усмешкаю ветлай, І ўсё ж узводзіць — нясцерпна далёкі — Храм наш агульны і светлы. А калі ён горда даззяе ў зеніце — Непарушны — ўзнясецца ў неба, Вы з распятага сэрца кроплю вазьміце. Апошнюю. Болей не трэба. І няхай яна збоку, недзе на ганку, Дагарае й дзяцей не страшыць На граніце любові, На граніце світанку, На граніце велічы вашай. | Був. Є. Буду. Був. Є. Буду. Тому, що завжди, як проклятий. Живу тривогою без дна. Тому, що серце моє розіп'яте За всі мільярди осіб на двох ногах. За всіх, хто здіймає важку борону́, Хто в пеклі палючім металу, За всіх, хто змагається з небом і морем, За тих, хто живе, і тих, що сконали. За всіх, хто кров'ю виводить Слова у незгоді, Що є рабства дорога. Хто за Край Свій Рідний, за усі Народи Повстане навіть на Бога. За всіх, хто коцюбриться в згарищі сіл, Хто рятує країну від краху, За всіх, хто у небо безстрашно глядів З барикади, Із гаю, І з плахи. Хто зі смертю віч-на-віч балака З її посміхом привітним, І все-таки зводить — нестерпно далекий — Храм наш спільний і світлий. А як він пишнотно засяє умить — Непорушний — у небо зійде, Ви тоді з розіп'ятого серця краплину візьміть. Останню. Більше не треба. І нехай вона збоку, десь біля ґанку. Догоряє й дітей не страшить На граниті любові, На граниті світанку, На граниті величі вашої. |